# عشق دیوانه‌وار (فیلم ۲۰۰۱)
عشق دیوانه‌وار (به انگلیسی: Mad Love) فیلمی محصول سال ۲۰۰۱ و به کارگردانی بیسنته آراندا است. در این فیلم بازیگرانی همچون پیلار لوپس د آیالا، دانیله لیوتی، روسانا پاستور، جولیانو جما، الوی آسورین، مانوئلا آرکوری و سوسی سانچس ایفای نقش کرده‌اند.

## چکیده داستان
ژان، دختر پادشاهان کاتولیک، با فیلیپ، پسر امپراتور ماکسیمیلیان اتریش ازدواج کرد. این یک اتحاد سیاسی است، اما شاهزاده خانم دیوانه وار عاشق شوهرش است.